# Dwa razy w życiu
Dwa razy w życiu (ang. Twice in a Lifetime) – amerykański film obyczajowy z 1985 roku w reżyserii Buda Yorkina. Zdjęcia kręcono w Seattle i okolicach.

## Obsada
- Gene Hackman – Harry MacKenzie
- Ellen Burstyn – Kate MacKenzie
- Ann-Margret – Audrey Minelli
- Amy Madigan – Sunny
- Ally Sheedy – Helen
- Stephen Lang – Keith

## Nagrody i wyróżnienia
Oscary za rok 1985
- Najlepsza aktorka drugoplanowa - Amy Madigan (nominacja)

Złote Globy 1985
- Najlepszy aktor dramatyczny - Gene Hackman (nominacja)
- Najlepsza aktorka drugoplanowa - Amy Madigan (nominacja)